# Tiendwegse Molen
De Tiendwegse Molen is een wipmolen aan de Giessendamse Tiendweg in Giessendam/Neder-Hardinxveld, in de Nederlandse gemeente Hardinxveld-Giessendam. De molen is in 1906 gebouwd ter bemaling van de afdeling Binnentiendwegs van de polder Giessen Oude Benedenpolder. Hij verving een in december 1906 afgebrande molen. De Tiendwegse Molen was niet nieuw, maar werd voor ƒ 5000,- gekocht van het polderbestuur van de polder Groote Waard in Noordeloos. Daar was een stoomgemaal in gebruik genomen die de molen overbodig maakte. De Grote Molen, zoals hij voorheen heette, werd in onderdelen over water vervoerd tot op ca. 1 km van zijn nieuwe locatie. Voor de laatste kilometer werd een smalspoorspoorlijn aangelegd, waarover een stoomlocomotief reed. De molen is op zijn nieuwe plaats tot 1953 in bedrijf geweest.
De Tiendwegse Molen is sinds 1968 eigendom van de SIMAV. Sinds 1986 is de molen maalvaardig, waarbij hij aanvankelijk op vrijwillige basis de polder bemaalde. Sinds 2006 maalt de Tiendwegse Molen in circuit.